# Proces załogi Mauthausen-Gusen (US vs. Franz Kofler i inni)
Proces załogi Mauthausen-Gusen (US vs. Franz Kofler i inni) – jeden z wielu procesów, które po II wojnie światowej wytoczyli alianci funkcjonariuszom niemieckiego obóz koncentracyjny Mauthausen-Gusen. Proces toczył się w dniach 6–21 sierpnia 1947 przed amerykańskim Trybunałem Wojskowym w Dachau.
Na ławie oskarżonych zasiadło 8 byłych członków załogi obozu koncentracyjnego Mauthausen-Gusen. Podobnie jak w innych procesach tego typu oskarżonym zarzucano popełnienie licznych okrucieństw na więźniach obozu. W wyniku przeprowadzonego przewodu sądowego czterech oskarżonych skazano na karę śmierci, jednego na dożywotnie pozbawienie wolności, a dwóch na krótkoterminowe kary pozbawienia wolności. Jeden z oskarżonych został uniewinniony. Wszystkie wyroki śmierci wykonano 19 listopada 1948 w więzieniu Landsberg.

## Wyrok amerykańskiego trybunału wojskowego w procesie załogi Mauthausen (US vs. Franz Kofler i inni)
| Oskarżony            | Stopień             | Funkcja                                           | Wyrok                                                       |
| -------------------- | ------------------- | ------------------------------------------------- | ----------------------------------------------------------- |
| Franz Kofler         | SS-Oberscharführer  | Rapportführer                                     | śmierć przez powieszenie (wyrok wykonano 19 listopada 1948) |
| Gustav Petrat        | SS-Rottenführer     | strażnik odpowiedzialny za obozowe psy strażnicze | śmierć przez powieszenie (wyrok wykonano 19 listopada 1948) |
| Michael Heller       | SS-Rottenführer     | Blockführer                                       | śmierć przez powieszenie (wyrok wykonano 19 listopada 1948) |
| Quirin Flaucher      | więzień funkcyjny   | starszy bloku                                     | śmierć przez powieszenie (wyrok wykonano 19 listopada 1948) |
| Emil Thielmann       | SS-Rottenführer     | Blockführer                                       | dożywotnie pozbawienie wolności                             |
| Hermann Franz Bütgen | SS-Unterscharführer | strażnik                                          | 3 lata pozbawienia wolności                                 |
| Arno Albert Reuter   | SS-Unterscharführer | urzędnik obozowej administracji                   | 2 lata pozbawienia wolności                                 |
| Stefan Lennart       | SS-Scharführer      | strażnik                                          | uniewinniony                                                |